# یونی بلوخ
یونی بلوخ (عبری: יוני בלוך‎؛ زادهٔ ۱۱ اوت ۱۹۸۱) خواننده، ترانه‌سرا، و آهنگساز اهل اسرائیل است.